# Agrafiotis
Agrafiotis (grčki: Αγραφιώτης, Agrafiotis) je rijeka u Prefekturi Euritaniji u Grčkoj. 
Agrafiotis je lijeva i najveća pritoka rijeke Ahelos, izvire na padinama planinskog područja Agrafa (po njoj je dobila ime) u Pindskom gorju. Od svog izvora na sjeveru Euritanije Agrafiotis teče na jug kroz kanjon sve do svog uvira u umjetno jezero Kremasta u koje sad utječe i rijeka Ahelos i Megdova.
Jezero Kremasta počelo se graditi 1967. a dovršeno je sredinom 1970-ih, ono je najveće umjetno jezero u Grčkoj.

## Vanjske poveznice
|  | Zajednički poslužitelj ima još gradiva o temi Agrafiotis |

- O rijeci Agrafiotis na portalu regije Agrafa (grč.)